# Maria Carmen de Souza
Maria Carmen de Souza é cenógrafa e figurinista, formada pela Escola de Belas Artes da UFRJ.
Recebeu o Prêmio Moliére de Teatro e o Prêmio MEC - Troféu Mambembe, no Rio de Janeiro. Criou mais de 100 cenários e figurinos para teatro e mega-espetáculos de rua. Organizou o Departamento de Figurino da TVE, criando durante 20 anos figurinos para a mesma. Traduziu o livro "Espaço – Teatro" do cenógrafo italiano Bepi Pastore, publicado pela Funarte. Em Brasília desde 1991, fundou o NAC - Núcleo de Arte e Cultura, projetou e criou o Teatro Goldoni, além de receber três prêmios SESC do Teatro Candango (Cenografia por Decamerão (2004) e por Vestida de Mar (2011) e o Figurino por Contos de Alcova (2006). Foi jurada do prêmio de Teatro Candango em 2013.
Como cenógrafa, figurinista e diretora de arte de cinema já participou na realização de seis filmes. Na Itália se especializou em arquitetura cênica, participando da revitalização de 33 teatros históricos da região da Úmbria. Foi Coordenadora de Difusão Cultural da FUNARTE em Brasília no período de outubro de 2007 a janeiro de 2009. Atualmente, dirige o Ateliê Cenográfico do Teatro Goldoni e coordena os cursos do ESTEC - Estúdio de Tecnologia Cênica.[carece de fontes?]